# Si tu t'appelles Mélancolie (album)
Albums de Joe Dassin
13 chansons nouvelles
(1973) Joe Dassin (Le Costume blanc)
(1975)
Singles
1. Vadé rétro / Si tu t'appelles Mélancolie
Sortie : 1974

Joe Dassin est le 8e album studio français du chanteur Joe Dassin, sorti en 1974. Il est communément appelé Si tu t'appelles Mélancolie.
Une réédition de l'album est parue en 1975, incluant la chanson L'Été indien, remplaçant Six jours à la campagne.

## Liste des chansons de l'album
| 1. | Vadé rétro                                    | Claude Lemesle / Pierre Delanoë                      | 2:55 |
| 2. | Si tu t'appelles Mélancolie (Please Tell Her) | Claude Lemesle / Pierre Delanoë, Shepstone & Dibbens | 3:17 |
| 3. | Messieurs les jurés (Travelin' Prayer)        | Billy Joel                                           | 3:00 |
| 4. | Six jours à la campagne (Billie's Theme)      | Hoyt Axton                                           | 2:50 |
| 5. | L'amour etc. (Sundown)                        | Gordon Lightfoot                                     | 2:36 |
| 6. | Entre deux adieux                             | Cyril Assous, Joe Dassin                             | 2:41 |

| 7.  | Le Service militaire         | Danny Sanderson               | 2:25 |
| 8.  | Annie de l'année dernière    | Georges Chatelain, Joe Dassin | 2:45 |
| 9.  | Marie-Madeleine (Mothership) | B. Parker, T. Moeller         | 3:30 |
| 10. | Ce n'est rien que du vent    | Joe Dassin                    | 4:15 |
| 11. | Je te crois                  | Cyril Assous                  | 2:15 |
| 12. | Ma dernière chanson pour toi | A. Labacci                    | 2:40 |